# يوسيفا داهاري
يوسيفا داهاري (بالعبرية: יוספה דהרי‏) مغنية إسرائيلية من أصول يمنية مغربية. أسلوبها يمزج بين العالمي والموسيقى التقليدية المغربية واليمنية. ولدت داهاري وتعيش في إسرائيل.
تستخدم داهاري في موسيقى أغانيها آلات موسيقية شرق أوسطية مثل القانون، العود، زرنة، والطبل وكذلك الآلات الموسيقية الأوروبية. يشبه أسلوبها أسلوب المغنية الإسرائيلية الراحلة عوفرة حازة.